# Multitronic

Animierte Darstellung des Prinzips

Multitronic ist die Marke des PKW-Herstellers Audi für ein stufenloses vollautomatisches Getriebe, das mit zwei Keilscheibenpaaren nach dem Prinzip des verstellbaren Keilriemengetriebes arbeitet. Der Breitkeilriemen ist hier als Laschenkette ausgebildet.

## Geschichte
Mit dem Multitronic-Getriebe versuchte Audi, Getriebe mit stufenloser kontinuierlicher Übersetzung in höherpreisigen PKW einzuführen. Im Maschinenbau finden derartige Getriebe bereits in Industriemaschinen Anwendung. In Straßenfahrzeugen gab es seit den 1950er Jahren Keilriemengetriebe  in Zweirädern bei DKW und in kleinen DAF-PKW  die „Variomatic“. Verbesserte Getriebe nach Lizenzen von DAF gab es im Ford Fiesta, Fiat Punto („Selecta“) und anderen.
Die von Audi mit der LuK Gruppe gemeinsam entwickelte Multitronic wurde erstmals 1999 im Audi A6 C5 (Typ 4B) angewendet. 
Das maximal übertragbare Drehmoment wurde im Laufe der Jahre von 300 Nm (2002) auf 400 Nm (2006) gesteigert, allerdings 2007 auf 380 Nm reduziert. 
In den Modellen Audi A6 C7 und Audi A4 B8 wurde bei den 3.0 TDI bzw. 2.7 TDI eine Variante für 400 Nm verbaut. 
Das Multitronic-Getriebe wurde bei Audi nur in Kombination mit Frontantrieb angeboten.  
Das Getriebe wurde auch im Seat Exeo in Kombination mit dem 2.0-TFSI-Motor mit 147 kW (200 PS) und dem 2.0-TDI mit 105 kW (143 PS) eingesetzt.

## Technik
Die Multitronic besteht aus dem Variator mit den konischen Keilriemenscheiben und der Wiegegelenk-Laschenkette, der Steuerung und zwei Lamellenkupplungen.
Im Variator läuft zwischen zwei konischen Variatorscheiben die breite Laschenkette. Durch gegenläufige Änderung des Abstandes der Variatorscheiben wandert die Laschenkette auf der einen Achse nach innen und auf der anderen Achse nach außen zu unterschiedlichen Radien. So ergibt sich eine stufenlose Änderung des Übersetzungsverhältnisses. 
Die Steuerung verarbeitet eine Vielzahl von Signalen und Messgrößen, vergleicht diese mit den Sollwerten und verändert dementsprechend das Übersetzungsverhältnis. Die Lamellenkupplung verbindet Motor und Getriebe und ermöglicht das Anfahren. Die zweite Kupplung bietet einen Rückwärtsgang.
Durch die stufenlose Übersetzung und die Verwendung einer adaptiven Kennfeldsteuerung wird weitgehend der wirtschaftliche Drehzahlbereich mit dem höchsten Drehmoment genutzt. Dazu ermöglicht die Multitronic besseres Beschleunigen als herkömmliche Schaltgetriebe, und durch die Steuerung des Übersetzungsverhältnisses nahe am Bestpunkt einen niedrigen Kraftstoffverbrauch. Die Spreizung von etwa 6:1 liegt über den Werten der meisten anderen CVT-Getriebe (ca. 4:1 bis 5:1). 

## Trivia
Der Begriff Multitronic wird 1968 in Raumschiff Enterprise für einen komplexen Computer verwendet.